# Vattnets kretslopp

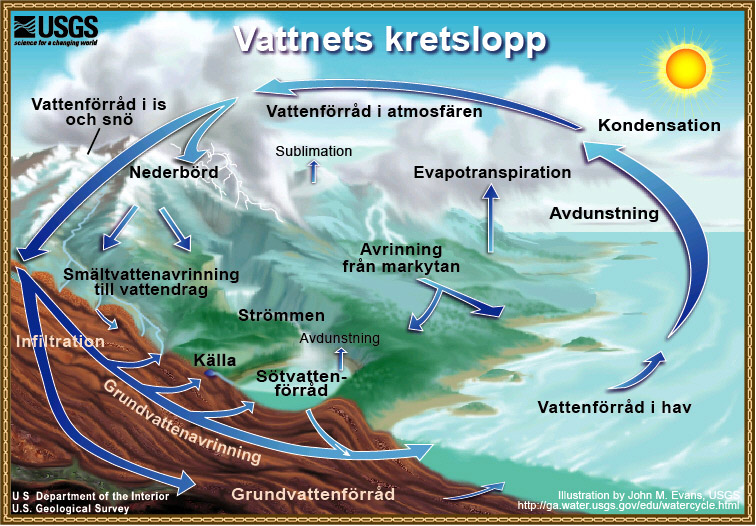
Schematisk bild över vattnets kretslopp.

Vattnets kretslopp, den hydrologiska cykeln, är vattnets kontinuerliga flöde mellan havet, atmosfären, vattensamlingar på land, grundvatten och levande organismer. 

## Beskrivning
Allt vatten som kommer ned i form av nederbörd strävar efter att ta sig neråt med gravitationens kraft. En del av vattnet färdas via avrinning till lägre marker, och kan rinna ut i exempelvis sjöar. Andra delar av vattnet sjunker neråt genom infiltration och perkolation. När det sjunkit tillräckligt långt hamnar det i grundvattnet. 
Solen driver vattnets kretslopp genom att värma upp vattnet i haven. Vatten avdunstar och bildar vattenånga (vatten i gasform), stigande luftströmmar tar med ångan uppåt i atmosfären där svalare temperaturer får den att kondensera och bilda moln. Luftströmmar transporterar molnen runt jorden, och in över land. En del moln stannar givetvis över havet. Molnpartiklar kolliderar, slås samman, växer och faller till slut ned i form av nederbörd. Beroende på temperaturen kan nederbörd falla som snö eller regn. Nederbörd i form av regn är vanligast, och om den faller på land kan ytvatten bildas, som med gravitationens hjälp söker sig till bäckar och floder för att slutligen mynna ut i havet igen. Allt vatten som faller på land bildar dock inte ytvatten, en del infiltrerar ned i jordtäcket, en del av detta vatten bildar grundvatten. Grundvattnet är en viktig del i vattnets kretslopp. Här finns den stora reserven av sötvattentillgång, som kan rubbas eller skadas beroende på vad som sker i och kring ovanliggande jordlager. En del av det infiltrerade vattnet sjunker inte så djupt att det kan räknas som grundvatten, utan rinner en bit under markytan, för att rinna ut i ett vattendrag. På sikt återvänder vattnet till havet, och cirkeln är sluten.                                                                                                                                                                                                                               

## Vattnets uppehållstider
| Reservoar                | Medeluppehållstid |
| ------------------------ | ----------------- |
| Hav                      | 3 200 år          |
| Glaciärer                | 20 till 100 år    |
| Säsongsberoende snötäcke | 2 till 6 månader  |
| Markvatten               | 1 till 2 månader  |
| Grunt grundvatten        | 100 till 200 år   |
| Djupt grundvatten        | 10 000 år         |
| Sjöar                    | 50 till 100 år    |
| Floder                   | 2 till 6 månader  |
| Atmosfären               | 9 dagar           |

Medeluppehållstiden i en reservoar i den hydrologiska cykeln är den tid en vattenmolekyl i snitt kommer stanna kvar i den reservoaren. Grundvatten kan stanna under jordytan i 10 000 år innan det återvänder till havet. Markvatten har en kort uppehållstid eftersom det är nära markytan, och kan avdunsta, tas upp av växter, rinna ut som ytvatten, eller sjunka och bilda grundvatten. Avdunstat vatten stannar ungefär 9 dagar i atmosfären innan det åter faller ned som nederbörd.

## Fördelning av vattnet på jorden
| Reservoar              | Volym (tusental km³) | Procent av total mängd |
| ---------------------- | -------------------- | ---------------------- |
| Hav                    | 1 370 000            | 97,25                  |
| Istäcken och glaciärer | 29 000               | 2,05                   |
| Grundvatten            | 9 500                | 0,68                   |
| Sjöar                  | 125                  | 0,01                   |
| Markvatten             | 65                   | 0,005                  |
| Atmosfär               | 13                   | 0,001                  |
| Floder och bäckar      | 1,7                  | 0,0001                 |
| Biosfär                | 0,6                  | 0,00004                |

Den absoluta merparten av jordens vatten finns i haven. 